# 코파 이탈리아
코파 이탈리아(Coppa Italia, 이탈리아 컵)는 협찬사 프레차로사의 명칭을 따 코파 이탈리아 프레차로사(이탈리아어: Coppa Italia Frecciarossa)로도 알려진 토너먼트전 형식의 FIGC이 관장하는 이탈리아 축구 대회였으나, 2010-11 시즌을 기점으로 레가 세리에 A가 주관하게 되었다.

## 역사

### 요약
대회의 초창기는 변동이 심했고, 1921년에 출범할 때부터 대회 참가 조건이 까다로웠고, 당시 이탈리아의 리그도 둘로 나뉘었었다. 이탈리아 축구 연합(CCI)와 이탈리아 축구 연맹(FIGC)이 자체의 리그를 운영했다. 두 대회는 타협점을 찾지 못하면서, 대회를 정상적으로 진행할 수 있게 일정을 조율하지 못했다. 대회의 초대 우승 구단은 1922년에 정상에 오른 바도였다. 1926-27 시즌에 진행된 두 번째 시즌은 32강이 진행되는 와중에 취소되었다. 3번째 시즌은 1935-36 시즌이 되어서야 진행되었다. 1942-43 시즌 후, 제2차 세계 대전으로 축구가 중단되고, 이 대회는 1958년이 되어서야 재개되었다. 1958년을 기점으로, 대회는 연간 혹은 시즌마다 진행되었다.
현 최다 우승 구단은 유벤투스로 총 14번 우승을 차지했고, 이어서 로마가 그 다음으로 많은 9번의 우승을 경험했다. 유벤투스는 20번 결승에 올라 가장 많은 결승전 진출 횟수를 자랑하며, 로마가 뒤를 이어 17번 결승전에 올랐다. 이 대회를 우승하면 공군기에 부착하는 원형문과 비슷한 이탈리아의 모표(- 帽標, Coccarda Italiana)를 이듬해 유니폼에 달 수 있다. 또한 우승 구단은 유로파리그 조별 리그에 참가할 수 있으며, 이듬해 수페르코파 이탈리아나에도 참가할 수 있다.

### 기원

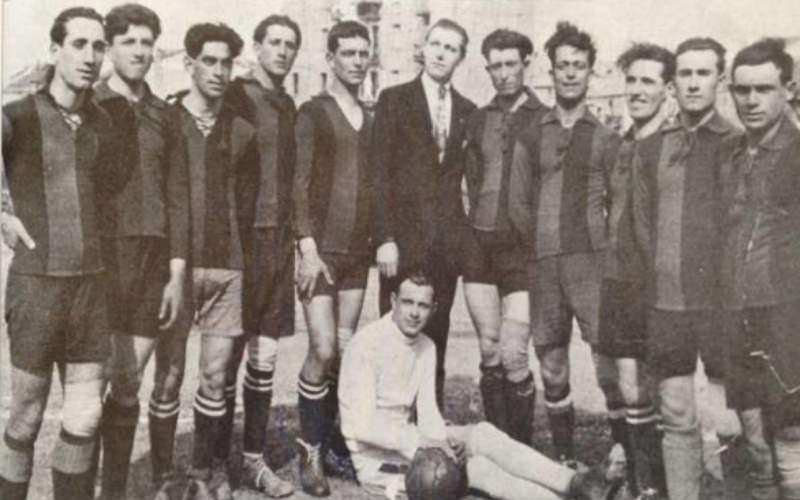
1922년에 열린 코파 이탈리아 원년 우승을 거둔 바도 선수들

코파 이탈리아의 시작은 1921년 이탈리아 축구 구조를 뒤엎는 격동기 속에서 구상됐다. 당해에 주요 구단들과 이탈리아 축구 연맹간의 깊은 불화는 이탈리아 축구 연합(CCI)이 주관하는 독립 리그로 주요 구단이 탈퇴하는 결과를 낳았다.
축구 연맹은 토너먼트로 구성된 대회를 구상했고 1921-22시즌 대회를 구체화하기에 이른다. 축구 리그와 병행되는 별개의 대회를 제안한다. 그리하여 1922년 4월 2일 첫 국내 컵대회의 첫 경기가 열렸다. 그러나 전력이 약하고 알려지지 않은 구단들의 참가는 이미 코파 이탈리아 첫 대회에 크나큰 악재로 예상됐었으며, 코파 이탈리아에 대한 대중의 관심도는 전무하다시피 했다. 패자부활전과 참가 철회와 같은 복잡한 일들이 있는 가운데, 소위 약팀이며 비인기 구단인 바도는 결승전에서 우디네세를 만나 연장전에서 승부를 지으며, 역사적인 우승을 거둔다. 새 대회는 1922년 여름의 콜롬보 타협으로 인한 이탈리아 축구 개편과 더불어 개최되지 못했다,
4년 후, 1926-27시즌을 통해 다시 이 대회를 재개하러는 움직임이 있었으나, 가용 가능한 일정의 문제로 며칠 가지 않아 당해 시즌 진행에 차질을 입어 중단하게 된다. 1920~30년 대에는 코파 CONI, 코파 아르피나티, 코파 델리탈리아 센트랄레와 같은 수 많은 작은 대회들이 이탈리아 전역에 난립했으나, 코파 이탈리아같이 전국을 아우르는 대회는 없었다.

### 1930년대

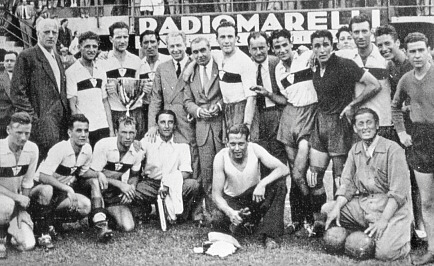
1936-37 시즌 우승 트로피와 함께 기념촬영을 하는 제노아 선수들

1935년 이는 이탈리아 축구의 최상위 리그인 세리에 A의 구단 수가 16개 구단으로 확정되고 전국적 리그로 개편되어 어느정도 자리를 잡은 시기였다. 이러한 상황이 코파 이탈리아를 안정적이고 지속가능한 대회로 재탄생할 수 있게 도와주었다. 대회 규정은 잉글랜드 FA컵과 같이 추첨을 통해 경기 장소를 정하고 모든 대진이 결정되는 방식을 도입했으며, 정규 시간과 연장전 후에도 승부가 결정나지 않으면 원정 구단의 구장에서 재경기를 치렀다.

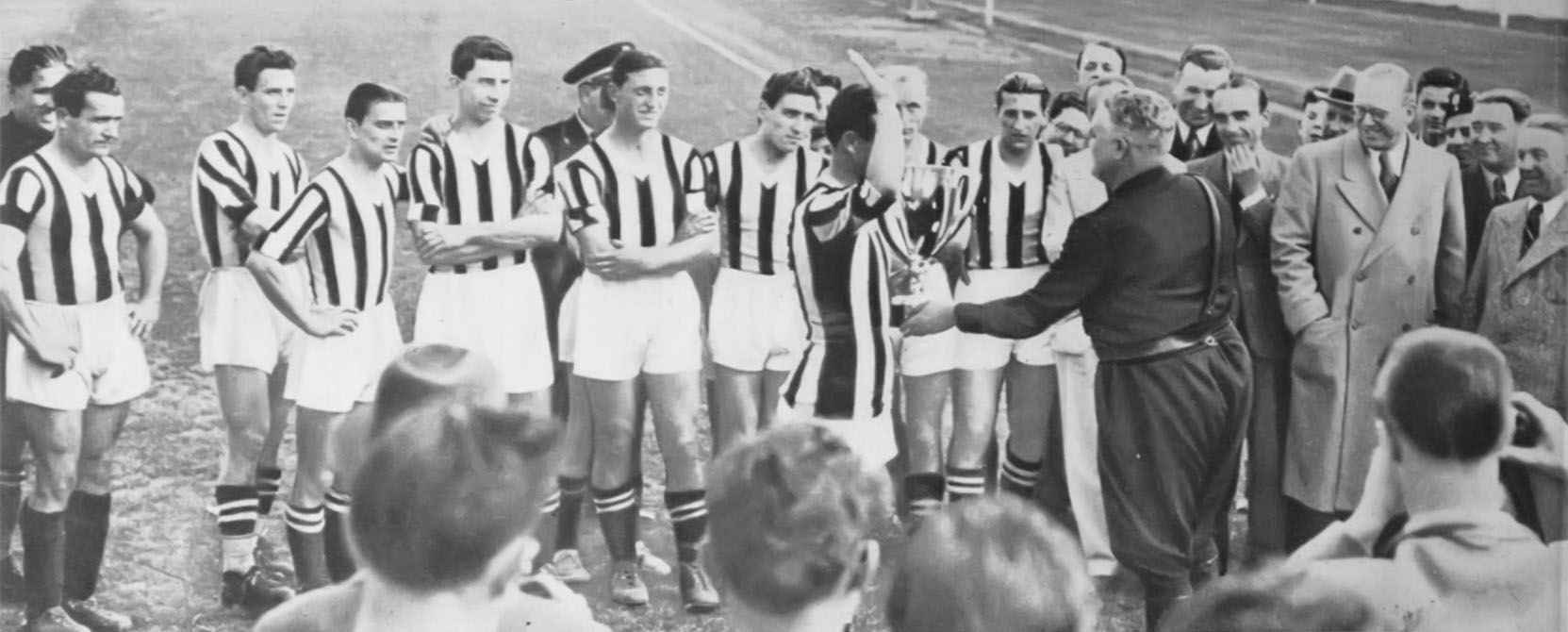
1937-38 시즌 코파 이탈리아 첫 우승을 거둔 유벤투스

모든 세리에 A, 세리에 B, 세리에 C 구단들이 참가했으며, 최상위 리그의 구단들은 본선으로 직행했고, 나머지 구단들은 몇 차례의 예선 라운드를 거치며 걸러졌다. 본선은 총 5단계로 이뤄져있으며, 16강 전으로 시작된다. 결승전은 제3의 구장을 매년 바꿔가면서 여는 것으로 계획되어 시작되었고, 이탈리아의 수도인 로마를 고정 개최지로 하는 방안으로 변경되었으나, 곧 두 결승전 진출 구단의 경기장에서 안방, 원정으로 번갈아 두 번의 경기를 여는 것으로 바뀌었다. 우승구단은 이듬해 중앙 유럽 컵의 진출 자격을 획득했다.
다시 열린 첫 대회의 우승 구단은 토리노다. 1936년 제노바의 루이지 페라리스에서 알레산드리아를 꺾으며 우승컵을 들었다. 토리노는 당시 제노아, 피오렌티나, 암브로시아나-인테르나치오날레, 유벤투스와 더불어 소위 강팀 중 하나였다. 유벤투스는 1937-38시즌에서 우승을 이뤘는데, 당시 결승전은 결승전으로서는 최초의 더비경기로서 토리노의 양팀이 맞붙은 경기였다.

### 1940년대

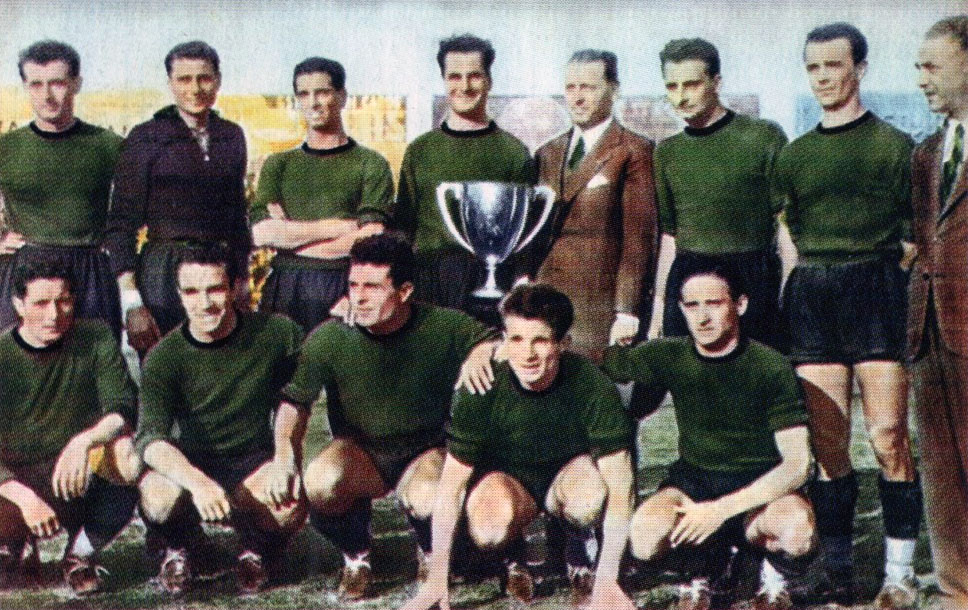
1940-41시즌 우승을 이룬

1940-41시즌 베네치아가 우승을 거두는데, 베네치아는 역사적으로 축구 상위권에서 먼 구단이었다. 하지만 이 시기에 베네치아는 에치오 로이크와 발렌티노 마촐라와 같은 걸출한 선수들이 베네치아의 분홍빛 유니폼을 입고 베네치아를 챔피언으로 만들었다. 이 두 선수는 이듬해에 위대한 토리노(Grande Torino)에 합류하여, 1942-43 시즌 우승과 작은 방패 획득에 큰 공헌을 하며, 토리노는 최초로 동시에 2개의 국내 트로피를 들어올리는 2관왕의 업적을 남긴 구단이 된다. 그 전 시즌인 1941-42 시즌에 유벤투스가 결승전에서 밀란을 무찌르며 최초로 2번 우승한 구단이 됐다.

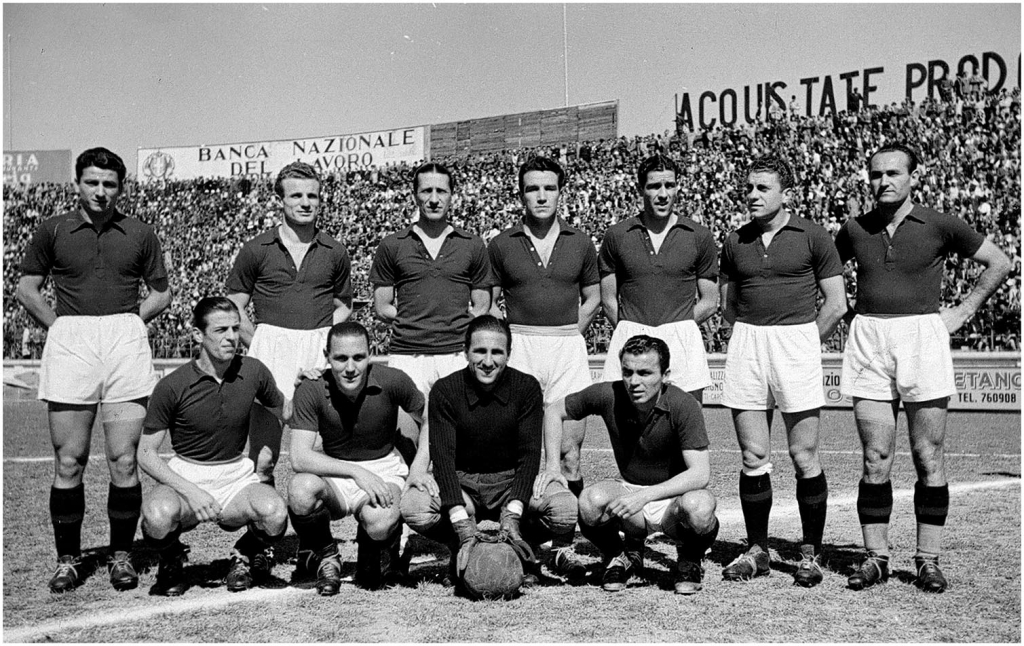
는 1942-43시즌에 작은 방패를 얻고, 같은 해 두 번째 트로피를 들어올렸다. 이로서 최초로 '2관왕'을 기록한 이탈리아 구단이 된다.

격동의 제2차 세계 대전은 코파 이탈리아 대회를 중단하게 만들었다. 세계 대전 종전 후 세리에 A의 참가 구단 수를 20개 구단으로 늘리면서 이보다 '작다.'라고 여겨지는 국내 컵 대회는 설 자리를 잃었다. 전후 첫 시즌(1945-46)에 이탈리아 축구는 하나의 전국구 리그를 조직하는 데 실패하면서, 리그 결선 라운드에 진출하지 못한 북부 축구 구단들이 모여 코파 알타 이탈리아라는 대회를 열었고, 볼로냐가 우승했다.

### 1950년대
1958년에 이르러서야 대회가 재개하게 되었다. 라치오가 피오렌티나를 결승전에서 꺾었다. 이 시즌부터 레가 나치오날레 프로페시오니스티에서 대회를 주관하게 됐다. 이는 컵위너스컵이라는 신설될 유럽 클럽 대항전을 고려하여 이뤄진 구조 조정이었다.

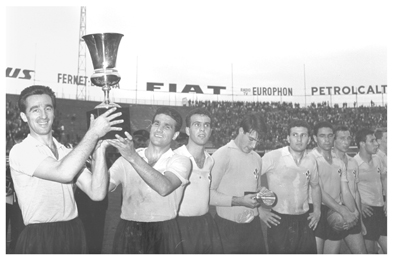
1960-61시즌 우승으로 구단의 두 번째 코파 이탈리아 트로피를 보여주는 피오렌티나 선수들.

1958 시즌 대회는 시즌이 시작되고 한참이 지나서야 개회했는데, 그 이유는 스웨덴에서 열린 1958년 월드컵 대회를 고려하여 1957-58 시즌 리그를 3주가량 리그를 늦게 시작하기로 했기 때문이다. 하지만 이탈리아 국가대표팀이 지역예선에서 북아일랜드에 충격적인 패배를 받으며 탈락했다. 그리하여 축구 구단과 선수들을 방치할 수 없기에, 1958-59 시즌을 몇 달 당겨 개막하는 결단을 내렸다. 1959년에는 이 전 시즌 대회 결승전이 열리기도 전인, 여름 휴가 기간 이 후에 컵 대회 시즌을 시작하게 된다.
1958시즌에 라치오가 우승을 하면서 코파 이탈리아 우승의 상징이 되는 "삼색 모표"를 최초로 사용했으며, 리그 사무국에서 공식적으로 채용하기에 이른다. 1959-60 시즌에 유벤투스가 우승을 거두며 최초로 2관왕을 기록했으며, 현용되고 있는 이탈리아 국기를 상징하는 삼색의 에나멜 장식이 있는 황금 트로피가 최초로 사용됐다.

### 1960년대

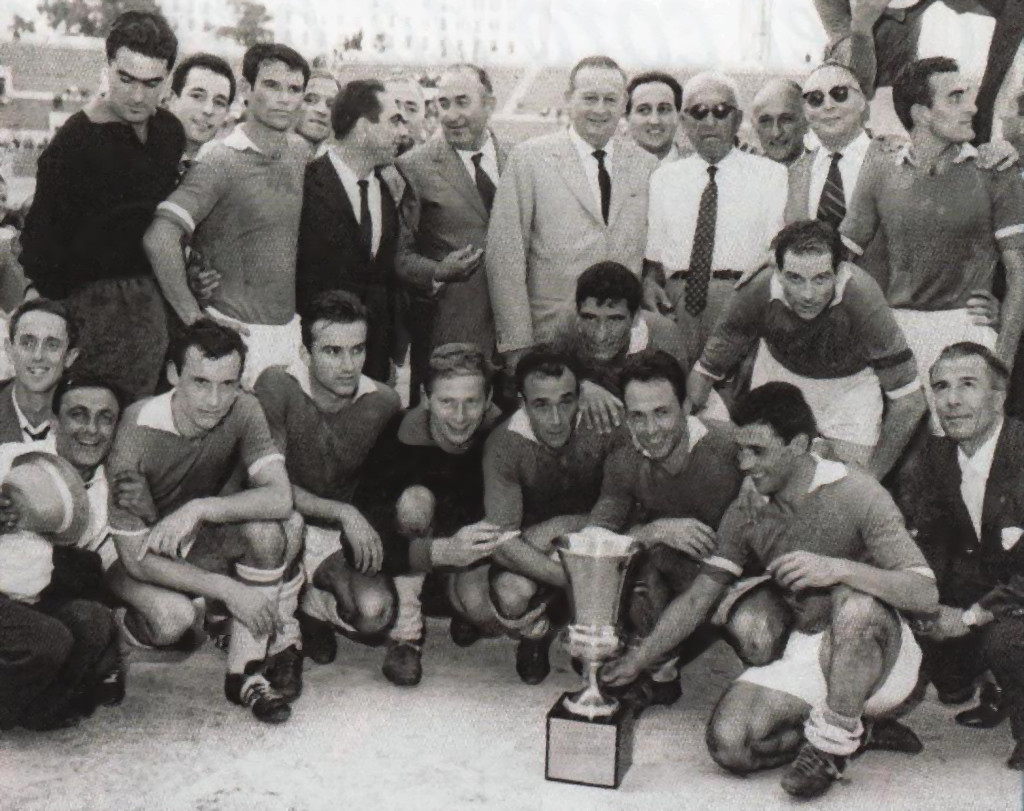
세리에 B 소속이었으나 1961-62시즌에 우승한 나폴리

상기된 컵위너스컵이 1960-61 시즌에 시작되며, 컵위너스컵은 코파 이탈리아가 부활한 궁극적이고 유일한 계기가 되었다. 이 목적은 코파 이탈리아 대회 설계에 잘 드러나 있다. 세리에 C와의 협력없이, 모든 대진과 경기가 토너먼트전으로 진행되고 전적의 우위를 점한 구단이 상위 라운드에 진입하게 하여 대회가 최대한 신속하고 번거로움이 없게 진행되도록 설계됐다.
1960년대에 관중들이 코파 이탈리아에 큰 관심을 두지 않던 와중에 로마, 밀란과 같은 주요 구단이 코파 이탈리아 우승 구단에 처음으로 이름을 남겼으며, 1962-63 시즌에는 아탈란타가 뜻밖의 우승을 거두기도 했다. 1961-62시즌의 나폴리도 구단의 우승은 바도 구단의 우승 이 후로 두 번째이며 지금까지 마지막으로 최상위 리그에서 뛰지 않는 구단이 우승한 마지막 우승으로 기록되었다.

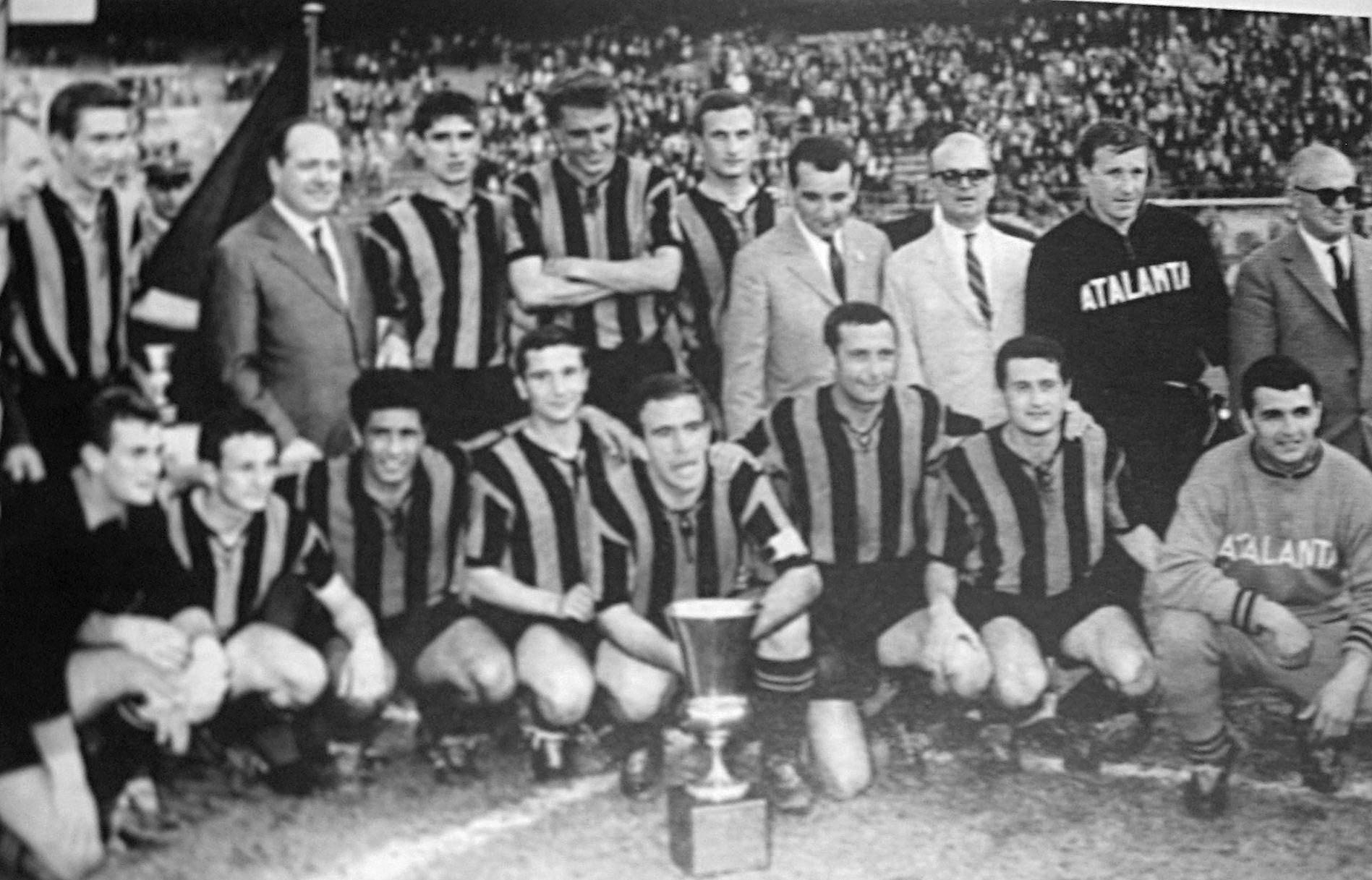
1962-63 시즌 깜짝 우승을 거둔 아탈란타

그리고 1967-68 시즌은 주목할 만한 시즌이었다. 대회 창설 시즌부터 그 전 시즌까지 행해졌던 최후의 두 구단이 승부를 짓는 결승전 방식을 채택하지 않은 시즌이다. "결선 단계"가 도입되었는데, 8강까지 진행하여 남은 최후의 4구단을 이탈리아식 리그전을 벌여 네 구단 모두 서로 2번씩 경기를 치르고 최종 승점이 높은 구단이 우승컵을 들어올리게 되었다.

### 1970년대
대회 부흥하자 더 많은 사람들을 경기장으로 이끌기 위해 FIGC는 이탈리아 축구 구단에 리그만큼은 아니겠지만 많은 관심을 줄 것을 종용했고, 연맹은 세리에 A 참가 구단을 16개로 줄이며 연간 일정에 생기는 많은 공백을 막고자 점차적으로 토너먼트가 아니라 조별 "1·2 라운드-리그전"으로 개정하는 것으로 대회 구성에 변화를 주었다.
상기됐던 전통적인 결승전 방식을 대신하여 최후의 4개 구단이 한개의 조를 이뤄 리그전을 통해 우승의 행방을 가리는 방식으로 바꾸었으나, 우승 구단이 가려지는 과정에서 소위 "페이소스" 결여가 문제점으로 야기가 됨에 따라 연맹은 기존의 결승전 방식으로 회귀시켰다. 이러한 재변경에 큰 영향을 준 사건이 1970-71 시즌에 발생했다. 결선드의 모든 경기가 치러졌고 두 구단이 동일 승점으로 마감되면서, 트로피 수여를 위해 중립 경기장에서 플레이오프전을 치러야하는 상황이 발생했는데, 설상가상으로 (코파 이탈리아 역사사 최초로)승부차기까지 가서 승부가 결정되었다. 이 일을 계기로 기존의 결승전 방식으로 돌리라는 요청이 쇄도했고, 연맹은 바로 그 다음 시즌인 1971-72 시즌부터 즉시 기존 결승전 방식을 적용했다.
1970년대 전반기에 토너먼트전에서 대체된 조별 리그 방식이 손질되었다. 시즌 개막 전 기간에 한 조당 구단이 5개인 총 7개 조에서 "1차 조별 리그전" 방식의 경기를 치렀다. 리그 종료 후, 각 조의 1등 구단인 총 7개 구단과 전시즌 우승 구단을 합한 8개 구단은 2개 조로 나뉘어 "2차 조별 리그전"을 펼친다.
조 선두의 두 구단은 로마에 있는 스타디오 올림피코에서 이탈리아 대통령이 참석한 가운데 단일 결승전을 치렀다. 이러한 "로마 결승전" 규정은 1979-80 시즌까지 이어나갔지만, 단 1976-77 시즌과 1978-79 시즌 결승전만 로마가 아닌 다른 곳에서 결승전이 열렀다. 앞서 두 시즌은 각각 밀라노의 산 시로와 나폴리의 산 파올로에서 열렸다.
1970년대에 코파 이탈리아에서 가장 재미를 본 구단은 밀란이었다. 5번 결승전에 올라가서 3번 우승하여, 모표를 가슴에 품게 되었다. 밀라노의 흑적군단은 1977년에 결승전에서 밀라노 더비에서 인테르나치오날레를 꺾고 우승했다. 밀란의 도시 라이벌인 흑청군단은 39년 만에 코파 이탈리아 우승을 홈에서 거둘 적기를 잡았지만, 같은 연고지의 숙적에게 막혀 계획이 수포로 돌아간 샘이었다. 그러나, 인테르나치오날레는 바로 다음시즌에 마침내 대회 정상에 올랐다. 한때 찬란했던 볼로냐는 70년 전반기에 두번의 우승을 거두었다. 그리고 팔레르모도 눈에 띄는 이정표를 세웠는데, 세리에 B에 소속되었던 1970년대에 두 번이나 코파 이탈리아 결승전에 진출했다.

### 1980년대
이탈리아 구단들이 유럽대항전에서 선전하면서 코파 이탈리아 대회 방식을 바꿔야한다는 의견이 나왔고, 원정 다득점 규칙을 1979년에 처음으로 도입해, 준결승전과 8강전에 적용되었고, 2년 뒤에는 결승전도 원정 다득점 규칙을 준수하기에 이르렀고, 세리에 C1구단이 본 대회에 다시 참가하게 된 1982-83 시즌부터는 결선 전 경기에 적용이 됐다.
상기한 바와 같이 1980-81 시즌부터 결승전 방식이 변경되었다. 두번의 경기로 우승 구단을 가리게 되었다. 두 경기 모두 승리하면 우승하게 되며, 두 결승전 경기로 승패가 가려지지 못하고 골득실 차가 동일할 경우에, 원정 경기에서 가장 많이 득점을 한 구단이 트로피의 주인이 되었다. 원정 득점 횟수도 동일한 경우에는 연장전으로 돌입하며 상황에 따라 승부차기까지 이어지게 되고, 이 방식은 2006-07 시즌까지 적용되었다.
1980년대에 로마와 신흥 강팀인 삼프도리아가 대회를 주도했다. 그동안 삼프도리아는 4번 결승전에 진출하여 3번 우승했며, 이 제노바의 축구단은 1987-88 시즌에 우승을 거두며 유럽 클럽대항전에 진출하고, 1988년에 신설되어 세리에 A 우승 구단과 코파 이탈리아 우승 구단이 자웅을 겨루는 국내 슈퍼컵대회인 수페르코파 이탈리아나 출전 자격을 가져갔다.
1990년부터 유럽대항전에도 원정 다득점 방식은 대회 전반적으로 적용되었고, 코파 이탈리아 대회는 토너먼트전 방식으로 총 5단계로 진행되었다.

### 1990년대
1990년대 초반기에는 새 우승 구단의 탄생과 전통 강호의 귀환과 함께 시작됐다. 1991-92 시즌에 파르마가 창단이래 첫 우승을 거두며, 이 시기에 이 "중소구단"은 국내대회와 유럽 대항전에 출전 기회를 얻게된다. 그 다음 시즌에 토리노가 우승을 거두며 20년 만에 코파 이탈리아 정상에 올랐다. 그 다음 시즌인 1993-94 시즌에 안코나가 결승전까지 올라가 준우승을 기록했는데, 이는 현재까지 세리에 A 구단이 아닌 구단이 결승전에 진출한 마지막 기록으로 남아있다.
1990년대의 중반을 가로짓는 시즌인 1995-96 시즌에서 피오렌티나가 20년만에 우승을 거둔다. 1997-98 시즌에서 일어난 라치오의 우승은 더욱 의미가 있는데, 라치오가 코파 이탈리아의 재출범 시즌에 우승한 후 정확히 40년 만에 트로피를 들어올리게 됐다. 그 전 시즌에 소형구단인 비첸차가 우승을 거두며 바도, 베네치아, 아탈란타의 영광을 상기시키며, 코파 이탈리아 우승을 거둔 마지막 중소구단으로 역사에 남게된다.
20세기 마지막 시즌은 비록 대중의 관심이 최고는 아니었으나 어느정도의 인기를 끌어모얐다. 하지만 UEFA에서 유럽대항전의 개편을 공표하며 코파 이탈리아 대회 인기에 찬물을 끼얹다.

### 2000년대
1999년 컵위너스컵이 폐지됐고 챔피언스리그 참가권이 확대되면서 따라 코파 이탈리아의 존재 명분이 사라졌고, UEFA컵 진출은 리그 성적을 통해 보다 쉽게 달성할 수 있었기 때문에, 컵위너스컵 진출권이 UEFA컵 진출권으로 대체된 것이 대회 흥행에 도움을 주지 못했다.
코파 이탈리아의 인기가 식어버리면서 대회 구성 또한 축소되었다. 참가 구단이 세리에 A, 세리에 B 모든 구단과 세리에 C1의 상위 10개 구단으로 줄어들었다. 1라운드는 시즌 시작 기준으로 세리에 A의 하위 2개 구단과 하위 리그 구단이 각 조마다 4구단씩 단판 리그전을 펼치고, 각 조 1등이 다음 라운드로 진출한다. 2라운드에서는 1라운드에서 진출한 8개 구단과 세리에 A의 9~16위 구단이 2차전에 걸쳐 승부를 가지고, 결승 라운드로 진출한다.

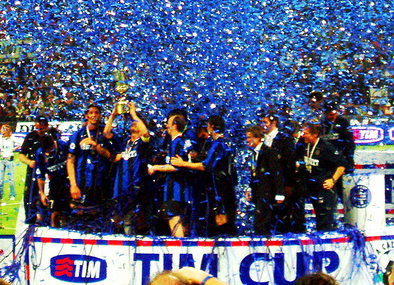
2005-06 시즌에 5번째 우승을 거둔 인테르나치오날레

이 기간에 코파 이탈리아의 인기는 지속적으로 하락하여, 2005년에 대회 구조를 재개편하기로 결정했다. 세리에 A 구단 중 유럽대항전에 진출하지 못한 12개 구단과 세리에 B 전구단, 세리에 C1에서 30개 구단이 참가하여 단판 경기를 치르는 예선전을 도입하기에 이르렀다. 하지만 구단들은 경기에 대체로 2군 선수단을 내보내는 등 이런 혁신조차 경기장으로 관중들을 끌어모으기에는 부족했다.
한편, 코파 이탈리아 60회를 맞이하는 2007년에 수많은 변화를 시도했다. 대회 출전 구단을 세리에 A와 세리에 B 구단으로 축소시키고, 결승전 진출 구단의 경기장에서 두 번에 걸쳐 치러왔던 결승전을 영구적으로 로마의 올림피코에서 단판승부를 치르는 것으로 변경했다. 2008년에는 구조적으로도 변경된 점이 있었다. 참가구단을 하위 리그 구단으로 확대하여 예선전을 구성했고, 예선전을 테니스 대회 예선전처럼 여러 다발의 토너먼트로 개편했다. 또한 2차전에 걸쳐 열리는 준결승을 제외하고는 모든 라운드는 단판 토너먼트로 변경됐다.

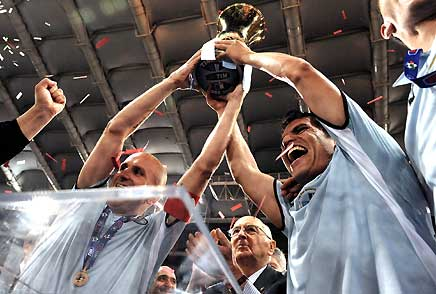
2008-09 시즌에 5번째 트로피를 들어올린 라치오

2000년대는 라치오의 2관왕으로 시작하여 인테르나치오날레와 로마가 대회를 양분하여 결승전에서 5번 맞붙었고, 양측은 특히 4시즌 연속으로 결승전에서 만나기까지 했다. 인테르나치오날레가 로마를 상대로 3번 우승했고 로마는 2번 우승했다. 특히, 2004-05 시즌 우승을 거둔 인테르나치오날레는 23년 만에 유니폼에 다시 모표를 다는 영광을 얻었다. 2002-03시즌에는 밀란이 26년 만에 정상에 올랐다.

### 2010년대
2010년대의 전반기에는 오랜 기간의 침묵을 깨고 코파 이탈리아 우승을 거둔 두 구단이 있었다. 2011-12시즌에 나폴리가 1986-87 시즌 이후 25년 만에 우승을 거두었고, 2014-15시즌에는 유벤투스가 20년 만에 우승을 거두며, 최초로 두 자리 수의 우승을 거둔 구단으로 이름을 올렸다. 백흑군단은 이후 2010년대 후반기 무대를 독차지하며, 코파 이탈리아 4연패의 신기록을 세웠다. 그에 앞서 2012-13 시즌에는 올림피코의 결승전에서 본 대회 사상 최초로 로마 더비 결승전을 벌였고, 라치오가 모표의 주인이 되었다.

## 대회 구성

우승 구단에 주어지는 모표(Coccarda)

코파 이탈리아 트로피를 들어올린 구단은 다음시즌 유로파리그 조별리그 참가권을 얻게된다. 만약 우승 구단이 이미 챔피언스리그 참가 자격이 됐을 경우에는, 원래 콘퍼런스리그의 참가 자격을 갖춘 구단에게 유로파리그 참가권이 주어진다.
2021-22시즌부터 토너먼트 구성은 아래와 같다.
| 단계  | 라운드   | 참가 구단 수 | 경기를 치르는 구단 수 | 이전 라운드에서 진출한 구단 수 | 신규 합류 구단 수 | 합류하는 구단들                                    |
| ----- | -------- | ------------ | --------------------- | ------------------------------ | ----------------- | -------------------------------------------------- |
| 1단계 | 예선전   | 44           | 8                     | 없음                           | 8                 | 세리에 B 4개 구단 및 세리에 C 4개 구단(37위~44위)  |
| 1단계 | 1라운드  | 40           | 32                    | 4                              | 28                | 세리에 A 12개 구단 및 세리에 B 16개 구단(9위~36위) |
| 1단계 | 2라운드  | 24           | 16                    | 16                             | 없음              |                                                    |
| 2단계 | 16강전   | 16           | 16                    | 8                              | 8                 | 세리에 A 8개 구단(1위~8위)                         |
| 2단계 | 8강전    | 8            | 8                     | 8                              | 없음              |                                                    |
| 2단계 | 준결승전 | 4            | 4                     | 4                              | 없음              |                                                    |
| 2단계 | 결승전   | 2            | 2                     | 2                              | 없음              |                                                    |

결승전이 단일 경기로 바뀐 뒤, 통상 유명 아티스트가 킥오프 전 이탈리아 국가를 부른다.

### 트로피

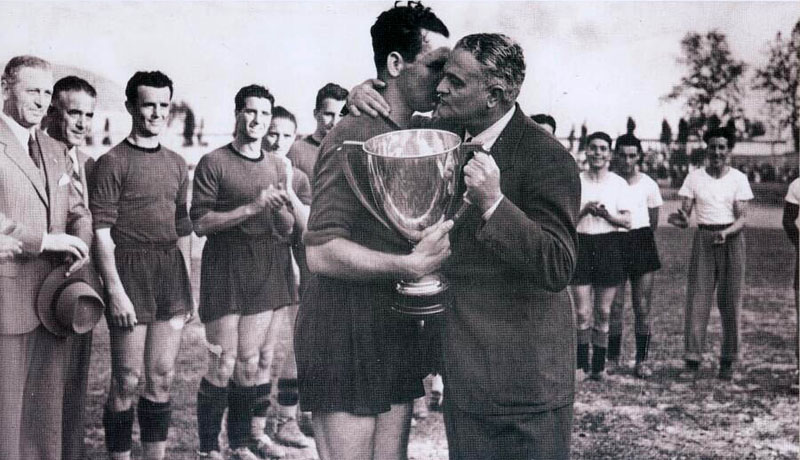
1936~43년 동안 사용된 트로피

코파 이탈리아 첫 시즌 최초의 트로피는 바도에게 수여됐으며, 파시스트 기간 중에 파괴됐다. FIGC는 바도가 이룬 우승의 70년이 되는 해인 1992년에 복제품을 제작했고, 현재 바도 리구레에 있는 카사 디 리스파르미오 디 사보나(사보나 저축은행) 본사에 전시되어 있다. 최초 트로피와 1936~1943년 기간에 사용된 트로피와 1958~1959년에 사용된 트로피는 현용되는 트로피와는 외형적으로 매우 다르게 생겼다.
코파 이탈리아 대회가 영원을 기약하며 재개됨에 따라, 1960년 5월 30일 레가 나치오날레 프로페시오니스티는 제12회 대회 결승전을 위해 현재의 트로피를 만들기로 결정을 내렸다. 순금으로 만들어진 새 트로피는 밀라노의 전문 회사에서 제작했으며 2백 5십만 리라의 값이었다.
그 이후로 트로피 원본이 한 시즌 동안 양도되어 리그에 반납전까지 우승구단에게 보관되며, 이와 동시에 우승 구단과 준우승 구단은 복제 트로피 또한 수여받는다. 우승구단 것은 합금 금이며 준우승 구단은 은이다. 형평성을 위해 1960년대 제2차 세계대전 종전 후 두 시즌 우승구단인 라치오와 유벤투스에게도 수여됐다.
1963-64시즌부터 레가 세리에 A는 코파 이탈리아 트로피와 함께 코파 레나도 달라라 트로피를 추가한다. 1964년에 사망한 볼로냐 구단의 회장의 이름을 후세에 전하기 위해 만들어졌고 우승한 선수단에게 수여된다. 초기에는 트로피는 시상식때 경기장에 같이 모습을 드러냈지만 이러한 관습은 사라졌다.
2010-11시즌 레가 세리에 A와 이탈리아 국방부는 이탈리아 통일 150주년이 되는 당해의 대회 명칭에 대한 합의에 이르렀다. 그리하여 당 시즌 우승 구단인 인테르는 총 3개의 트로피를 수여 받았는데, 코파 이탈리아, 코파 달라라와 이탈리아 통일 150주년 트로피를 수여받았다.

### 모표
상기된 트로피와 더불어 코파 이탈리아 우승 구단은 약 12개월 동안 유니폼 가슴 한가운데에 우승의 상징으로서 이탈리아 삼색으로 구성된 모표(帽標, Coccarda)를 부착할 수 있게된다. 이탈리아 챔피언이 스쿠데토를 다음 시즌에 부착하는 것과 같다.

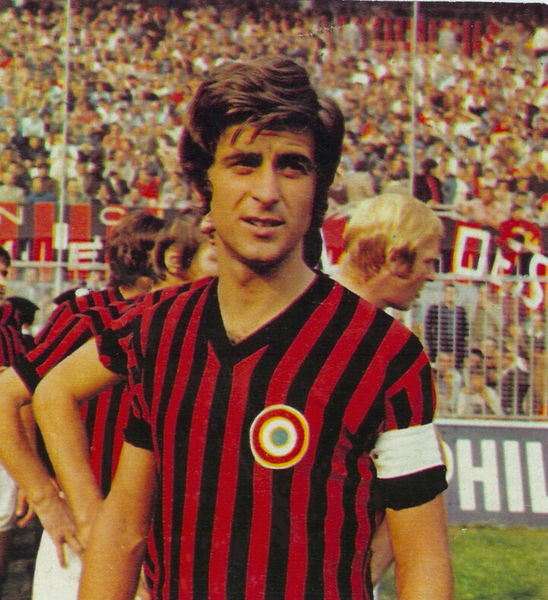
삼색 모표(Coccarda Tricolore)가 부착된 유니폼을 입은 잔니 리베라

코카르다는 1958-59시즌에 코파 이탈리아 전 시즌 우승 구단인 라치오의 유니폼에 부착되며 처음으로 선 보였다. 모표의 중심 원은 녹색이며 그 외곽 원은 백색이고, 최외곽 원은 적색으로, 이 형태의 모표는 1984-85시즌까지 사용됐다. 그 다음 해인 1985-86시즌부터는 가장 바깥 원이 녹색, 그 다음 원이 백색, 적색으로 배열 순서를 바꾼 모표를 전 시즌 우승 구단인 삼프도리아의 유니폼에 부착되며 처음으로 사용됐다. 중심이 녹색인 모표는 1988-89시즌 삼프도리아의 유니폼과 1990-91시즌 유벤투스의 첫 경기에 일시적으로 사용됐었다가, 마침내 2006-07시즌부터 이전에 사용된 형태의 모표로 회귀하여 사용되고 있다.
모표 부착의 개념이 창안되기 전인 전간기 동안의 코파 이탈리아 우승 구단도 우승을 상징하는 표식을 가슴에 부착했다. 다만 58년에 창안된 모표와는 달랐는데, 작은 방패의 지위가 격하되어, 이탈리아 왕국의 권력을 잡은 파시스트 정권 때문에 속간이 중앙에 추가된 방패가 코파 이탈리아 우승구단에 1935-36시즌부터 1942-43시즌 동안 수여되었다. 그 당시 동안 세리에 A 우승 상징은 이탈리아 국가대표팀의 푸른 유니폼 색과 같은 푸른색 테두리로 감싸진 사보이아가의 문장으로 대체되었다.

## 우승 기록

### 연도별 우승 구단
| \| - 1922:–00 바도 (1) - 1935–36: 토리노 (1) - 1936–37: 제노아 (1) - 1937–38: 유벤투스 (1) - 1938–39: 인테르나치오날레 (1) - 1939–40: 피오렌티나 (1) - 1940–41: 베네치아 (1) - 1941–42: 유벤투스 (2) - 1942–43: 토리노 (2) - 1958:–00 라치오 (1) - 1958–59: 유벤투스 (3) - 1959–60: 유벤투스 (4) - 1960–61: 피오렌티나 (2) - 1961–62: 나폴리 (1) - 1962–63: 아탈란타 (1) - 1963–64: 로마 (1) - 1964–65: 유벤투스 (5) - 1965–66: 피오렌티나 (3) - 1966–67: 밀란 (1) - 1967–68: 토리노 (3) - 1968–69: 로마 (2) - 1969–70: 볼로냐 (1) - 1970–71: 토리노 (4) - 1971–72: 밀란 (2) - 1972–73: 밀란 (3) \| - 1973–74: 볼로냐 (2) - 1974–75: 피오렌티나 (4) - 1975–76: 나폴리 (2) - 1976–77: 밀란 (4) - 1977–78: 인테르나치오날레 (2) - 1978–79: 유벤투스 (6) - 1979–80: 로마 (3) - 1980–81: 로마 (4) - 1981–82: 인테르나치오날레 (3) - 1982–83: 유벤투스 (7) - 1983–84: 로마 (5) - 1984–85: 삼프도리아 (1) - 1985–86: 로마 (6) - 1986–87: 나폴리 (3) - 1987–88: 삼프도리아 (2) - 1988–89: 삼프도리아 (3) - 1989–90: 유벤투스 (8) - 1990–91: 로마 (7) - 1991–92: 파르마 (1) - 1992–93: 토리노 (5) - 1993–94: 삼프도리아 (4) - 1994–95: 유벤투스 (9) - 1995–96: 피오렌티나 (5) - 1996–97: 비첸차 (1) - 1997–98: 라치오 (2) \| - 1998–99: 파르마 (2) - 1999–2000: 라치오 (3) - 2000–01: 피오렌티나 (6) - 2001–02: 파르마 (3) - 2002–03: 밀란 (5) - 2003–04: 라치오 (4) - 2004–05: 인테르나치오날레 (4) - 2005–06: 인테르나치오날레 (5) - 2006–07: 로마 (8) - 2007–08: 로마 (9) - 2008–09: 라치오 (5) - 2009–10: 인테르나치오날레 (6) - 2010–11: 인테르나치오날레 (7) - 2011–12: 나폴리 (4) - 2012–13: 라치오 (6) - 2013–14: 나폴리 (5) - 2014–15: 유벤투스 (10) - 2015–16: 유벤투스 (11) - 2016–17: 유벤투스 (12) - 2017–18: 유벤투스 (13) - 2018–19: 라치오 (7) - 2019–20: 나폴리 (6) - 2020–21: 유벤투스 (14) - 2021–22: 인테르나치오날레 (8) - 2022-23: 인테르나치오날레 (9) - 2023–24: 유벤투스 (15) - 2024-25: 볼로냐 (3) \| | | |
| - 1922:–00 바도 (1) - 1935–36: 토리노 (1) - 1936–37: 제노아 (1) - 1937–38: 유벤투스 (1) - 1938–39: 인테르나치오날레 (1) - 1939–40: 피오렌티나 (1) - 1940–41: 베네치아 (1) - 1941–42: 유벤투스 (2) - 1942–43: 토리노 (2) - 1958:–00 라치오 (1) - 1958–59: 유벤투스 (3) - 1959–60: 유벤투스 (4) - 1960–61: 피오렌티나 (2) - 1961–62: 나폴리 (1) - 1962–63: 아탈란타 (1) - 1963–64: 로마 (1) - 1964–65: 유벤투스 (5) - 1965–66: 피오렌티나 (3) - 1966–67: 밀란 (1) - 1967–68: 토리노 (3) - 1968–69: 로마 (2) - 1969–70: 볼로냐 (1) - 1970–71: 토리노 (4) - 1971–72: 밀란 (2) - 1972–73: 밀란 (3) | - 1973–74: 볼로냐 (2) - 1974–75: 피오렌티나 (4) - 1975–76: 나폴리 (2) - 1976–77: 밀란 (4) - 1977–78: 인테르나치오날레 (2) - 1978–79: 유벤투스 (6) - 1979–80: 로마 (3) - 1980–81: 로마 (4) - 1981–82: 인테르나치오날레 (3) - 1982–83: 유벤투스 (7) - 1983–84: 로마 (5) - 1984–85: 삼프도리아 (1) - 1985–86: 로마 (6) - 1986–87: 나폴리 (3) - 1987–88: 삼프도리아 (2) - 1988–89: 삼프도리아 (3) - 1989–90: 유벤투스 (8) - 1990–91: 로마 (7) - 1991–92: 파르마 (1) - 1992–93: 토리노 (5) - 1993–94: 삼프도리아 (4) - 1994–95: 유벤투스 (9) - 1995–96: 피오렌티나 (5) - 1996–97: 비첸차 (1) - 1997–98: 라치오 (2) | - 1998–99: 파르마 (2) - 1999–2000: 라치오 (3) - 2000–01: 피오렌티나 (6) - 2001–02: 파르마 (3) - 2002–03: 밀란 (5) - 2003–04: 라치오 (4) - 2004–05: 인테르나치오날레 (4) - 2005–06: 인테르나치오날레 (5) - 2006–07: 로마 (8) - 2007–08: 로마 (9) - 2008–09: 라치오 (5) - 2009–10: 인테르나치오날레 (6) - 2010–11: 인테르나치오날레 (7) - 2011–12: 나폴리 (4) - 2012–13: 라치오 (6) - 2013–14: 나폴리 (5) - 2014–15: 유벤투스 (10) - 2015–16: 유벤투스 (11) - 2016–17: 유벤투스 (12) - 2017–18: 유벤투스 (13) - 2018–19: 라치오 (7) - 2019–20: 나폴리 (6) - 2020–21: 유벤투스 (14) - 2021–22: 인테르나치오날레 (8) - 2022-23: 인테르나치오날레 (9) - 2023–24: 유벤투스 (15) - 2024-25: 볼로냐 (3) |

### 구단별
| 구단명           | 우승 수 | 준우승 수 | 우승 시즌                                                                                | 준우승 시즌                                                |
| ---------------- | ------- | --------- | ---------------------------------------------------------------------------------------- | ---------------------------------------------------------- |
| 유벤투스         | 15      | 7         | 1938, 1942, 1959, 1960, 1965, 1979, 1983, 1990, 1995, 2015, 2016, 2017, 2018, 2021, 2024 | 1973, 1992, 2002, 2004, 2012, 2020, 2022                   |
| 로마             | 9       | 8         | 1964, 1969, 1980, 1981, 1984, 1986, 1991, 2007, 2008                                     | 1937, 1941, 1993, 2003, 2005, 2006, 2010, 2013             |
| 인테르나치오날레 | 9       | 6         | 1939, 1978, 1982, 2005, 2006, 2010, 2011, 2022, 2023                                     | 1959, 1965, 1977, 2000, 2007, 2008                         |
| 라치오           | 7       | 3         | 1958, 1998, 2000, 2004, 2009, 2013, 2019                                                 | 1961, 2015, 2017                                           |
| 피오렌티나       | 6       | 5         | 1940, 1961, 1966, 1975, 1996, 2001                                                       | 1958, 1960, 1999, 2014, 2023                               |
| 나폴리           | 6       | 4         | 1962, 1976, 1987, 2012, 2014, 2020                                                       | 1972, 1978, 1989, 1997                                     |
| 밀란             | 5       | 10        | 1967, 1972, 1973, 1977, 2003                                                             | 1942, 1968, 1971, 1975, 1985, 1990, 1998, 2016, 2018, 2025 |
| 토리노           | 5       | 8         | 1936, 1943, 1968, 1971, 1993                                                             | 1938, 1963, 1964, 1970, 1980, 1981, 1982, 1988             |
| 삼프도리아       | 4       | 3         | 1985, 1988, 1989, 1994                                                                   | 1986, 1991, 2009                                           |
| 파르마           | 3       | 2         | 1992, 1999, 2002                                                                         | 1995, 2001                                                 |
| 볼로냐           | 3       | 0         | 1970, 1974, 2025                                                                         | -                                                          |
| 아탈란타         | 1       | 5         | 1963                                                                                     | 1987, 1996, 2019, 2021, 2024                               |
| 제노아           | 1       | 1         | 1937                                                                                     | 1940                                                       |
| 베네치아         | 1       | 1         | 1941                                                                                     | 1943                                                       |
| 바도             | 1       | 0         | 1922                                                                                     | -                                                          |
| 비첸차           | 1       | 0         | 1997                                                                                     | -                                                          |
| 엘라스 베로나    | 0       | 3         | -                                                                                        | 1976, 1983, 1984                                           |
| 팔레르모         | 0       | 3         | -                                                                                        | 1974, 1979, 2011                                           |
| 우디네세         | 0       | 1         | -                                                                                        | 1922                                                       |
| 알레산드리아     | 0       | 1         | -                                                                                        | 1936                                                       |
| 노바라           | 0       | 1         | -                                                                                        | 1939                                                       |
| SPAL             | 0       | 1         | -                                                                                        | 1962                                                       |
| 카탄차로         | 0       | 1         | -                                                                                        | 1966                                                       |
| 파도바           | 0       | 1         | -                                                                                        | 1967                                                       |
| 칼리아리         | 0       | 1         | -                                                                                        | 1969                                                       |
| 안코나           | 0       | 1         | -                                                                                        | 1994                                                       |

## 기록

### 구단 기록
스쿠데토와 코파 이탈리아를 동일 시즌에 우승한 소위 "국내 더블"의 기록은 총 11번 있었다. 유벤투스는 6회(1959-60, 1994-95시즌과 2014-15, 2015-16, 2016-17, 2017-18시즌), 인테르나치오날레는 2회(2005-06, 2009-10시즌), 토리노(1942-43시즌), 나폴리(1986-87시즌), 라치오(1999-2000시즌)가 1회를 기록했다. "대륙 더블"과 같은 경우에는 총 6회 있었다. 피오렌티나(1960-61시즌)와 밀란(1972-73시즌)이 코파 이탈리아와 컵위너스컵을, 유벤투스(1989-90시즌)와 파르마(1998-99시즌)가 코파 이탈리아와 UEFA 컵에서 우승했고, 밀란(2002-03시즌)과 인테르나치오날레(2009-10시즌)가 코파 이탈리아와 챔피언스리그 우승을 거뒀다. 유일하게 트레블을 기록한 구단은 2010년의 인테르로서 코파 이탈리아, 스쿠데토, 챔피언스리그에서 우승을 거두며 하나뿐인 기록을 세웠다.
위의 설명에서 볼 수 있듯이 유벤투스는 2014-15시즌부터 2017-18시즌까지 코파 이탈리아 우승을 거두며 4연패의 기록을 세운 유일한 구단이다. 1986-1987시즌에 나폴리가 모든 경기에서 승리를 거두며 13연승의 기록과 함께 우승했다 피오렌티나도 1995-96시즌에, 인테르는 2009-10시즌, 유벤투스는 2017-18시즌에 전승 우승을 거뒀으나, 나폴리의 13경기 보다는 적은 경기를 가졌다. 1961-62시즌 나폴리의 우승, 첫 시즌 바도의 우승은 최상위 리그에서 뛰지 않고 있는 구단이 우승을 한 유이한 기록으로 남아있다. 코파 이탈리아 결승전에서 같은 도시의 구단이 맞붙은 소위 더비가 총 3번 발생했다. 1937-38에서 유벤투스-토리노, 1976-77에서 밀란-인테르나치오날레, 2012-13에서 로마-라치오.
밀란은 준결승 9번을 기록하여 코파 이탈리아 결선 진출 대비 우승 수 가 가장 낮은 구단이다. 베로나, 팔레르모는 우승없이 준결승만 3번한 구단이다. 지금까지 결승전에 진출하여 준우승만 이룩한 구단이 총 10구단이다. 앞의 두 구단와 더불어 우디네세, 알레산드리아, 노바라, SPAL, 파도바, 카탄차로, 안코나가 결승전에 한번 진출하여 준결승한 구단들이다. 칼리아리는 1968-69시즌 결승전이 없던 결승 리그전이 있던 시절 2위였다.

### 경기 기록
- 최다 득점 경기 (19점):
알레산드리아 - AC 볼로냐 17-2 (1926-27시즌)
- 최다 승부차기 경기 (20회):
페스카라 - SN 노타레스코 1-1 (8-7 승부차기) 각 구단이 10번의 승부차기 시도 (2020-21시즌)
- 홈 경기 최다 골 득실차 경기 (15점):
알레산드리아 - AC 볼로냐 17-2 (1926-27시즌), 치타델라 - 포텐차 15-0 (2015-16시즌)
- 원정 경기 최다 골 득실차 경기 (15점):
첸토 FC - 유벤투스 0-15 (1926-27시즌)
- 최다 득점 무승부 경기 (8점):
바뇰레세 - 라퀼라 4-4 (1937-38시즌), 스키오 - 마르초토 발다뇨 4-4 (1939-40시즌), 우디네세 - 칼리아리 4-4 (1992-93시즌), 테르나나 - 우디네세 4-4 (2001-02시즌)
- 최다 연승 (20회):
나폴리 1985-86시즌 예선전 마지막 2경기에서 승리했으나 조3위로 탈락, 1986-87시즌 모든 13경기 승리, 1987-88시즌 첫 5경기 승리
- 최다 연속 동일 대진 결승전 (4):
인테르나치오날레 - 로마: 2004-05, 2005-06, 2006-07, 2007-08시즌, 첫 번째 두번은 인테르가, 나머지 두번은 로마가 우승했다.

### 선수 기록

#### 최다 득점 선수
상위 10명 최다 득점 선수
| 순위 | 국적     | 성명                | 득점 | 출장 | 득점율 | 출장 기간            | 소속 구단                                                                       |
| ---- | -------- | ------------------- | ---- | ---- | ------ | -------------------- | ------------------------------------------------------------------------------- |
| 1    | 이탈리아 | 알레산드로 알토벨리 | 56   | 94   | 0.60   | 1974~1990            | 3 브레시아, 46 인테르나치오날레, 7 유벤투스                                     |
| 2    | 이탈리아 | 로베르토 보닌세냐   | 48   | 91   | 0.53   | 1963~1980            | 2 바레세, 3 칼리아리, 36 인테르나치오날레, 6 유벤투스, 1 베로나                 |
| 3    | 이탈리아 | 주세페 사볼디       | 47   | 98   | 0.48   | 1965~1980, 1982~1983 | 1 아탈란타, 27 볼로냐, 19 나폴리                                                |
| 4    | 이탈리아 | 잔루카 비알리       | 43   | 89   | 0.48   | 1981~1996            | 2 크레모네세, 36 삼프도리아, 5 유벤투스                                         |
| 5    | 이탈리아 | 브루노 조르다노     | 38   | 77   | 0.49   | 1975~1992            | 18 라치오, 14 나폴리, 4 아스콜리, 2 볼로냐                                      |
| 5    | 이탈리아 | 파올로 풀리치       | 38   | 92   | 0.41   | 1967~1985            | 29 토리노, 9 피오렌티나                                                         |
| 7    | 이탈리아 | 피에트로 아나스타시 | 36   | 79   | 0.46   | 1966~1981            | 1 바레세, 29 유벤투스, 6 인테르나치오날레                                       |
| 7    | 이탈리아 | 로베르토 바조       | 36   | 84   | 0.43   | 1982~2004            | 2 L.R. 비첸차, 15 피오렌티나, 14 유벤투스, 3 밀란, 1 볼로냐, 1 인테르나치오날레 |
| 9    | 이탈리아 | 로베르토 만치니     | 33   | 120  | 0.43   | 1981~2000            | 26 삼프도리아, 7 라치오                                                         |
| 10   | 이탈리아 | 지지 리바           | 32   | 43   | 0.74   | 1963~1976            | 32 칼리아리                                                                     |

#### 최다 출장 선수
상위 10명 최다 출장 선수
| 순위 | 국적     | 성명                  | 출장 | 득점 | 시즌 | 출장 기간 | 소속 구단                                                                                   |
| ---- | -------- | --------------------- | ---- | ---- | ---- | --------- | ------------------------------------------------------------------------------------------- |
| 1    | 이탈리아 | 로베르토 만치니       | 120  | 33   | 19   | 1981~2000 | 1 볼로냐, 98 삼프도리아, 21 라치오                                                          |
| 2    | 이탈리아 | 주세페 베르고미       | 119  | 5    | 20   | 1979~1999 | 119 인테르나치오날레                                                                        |
| 3    | 이탈리아 | 피에트로 비에르코보드 | 116  | 11   | 24   | 1976~2000 | 8 코모, 6 피오렌티나, 5 로마, 90 삼프도리아, 1 유벤투스, 2 밀란, 4 피아첸차                 |
| 4    | 이탈리아 | 프란코 카우시오       | 113  | 19   | 18   | 1971~1986 | 2 레지나, 3 팔레르모, 70 유벤투스, 18 우디네세, 10 인테르나치오날레, 5 레체, 5 트리에스티나 |
| 5    | 이탈리아 | 조반니 갈리           | 112  | 0    | 19   | 1977~1996 | 58 피오렌티나, 24 밀란, 16 나폴리, 7 토리노, 7 파르마                                       |
| 6    | 이탈리아 | 디노 초프             | 110  | 0    | 22   | 1961~1983 | 1 우디네세, 3 만토바, 31 나폴리, 74 유벤투스                                                |
| 7    | 이탈리아 | 이바노 보르돈         | 103  | 1    | 18   | 1970~1989 | 58 인테르나치오날레, 35 삼프도리아, 10 브레시아                                             |
| 8    | 이탈리아 | 파우스토 살사노       | 102  | 8    | 17   | 1983~1998 | 5 파르마, 76 삼프도리아, 21 로마                                                            |
| 9    | 이탈리아 | 루이지 다노바         | 101  | 0    | 17   | 1970~1987 | 4 코모, 17 체세나, 75 토리노, 5 레체                                                        |
| 9    | 이탈리아 | 가에타노 시레아       | 101  | 0    | 17   | 1972~1988 | 12 아탈란타, 89 유벤투스                                                                    |

#### 최다 우승 선수
- 6  로베르토 만치니 (4 삼프도리아, 2 라치오)
- 6  잔루이지 부폰 (1 파르마, 5 유벤투스)
- 5  로메오 베네티 (2 밀란, 1 유벤투스, 2 로마)
- 5  브루노 콘티 (5 로마)
- 5  조르조 키엘리니 (5 유벤투스)
- 5  주세페 파발리 (3 라치오, 2 인테르나치오날레)
- 5  슈테판 리히트슈타이너 (1 라치오, 4 유벤투스)
- 5  고란 판데프 (1 라치오, 2 인테르나치오날레, 2 나폴리)
- 5  파우스토 살사노 (4 삼프도리아, 1 로마)
- 5  데얀 스탄코비치 (1 라치오, 4 인테르나치오날레)
- 5  프란체스코 톨도 (2 피오렌티나, 3 인테르나치오날레)

#### 최장 연속 우승 선수
- 4  고란 판데프 (1 라치오, 2 인테르나치오날레, 1 나폴리, 2009부터 2012까지)
- 4  콰드워 아사모아 (4 유벤투스 2015부터 2018까지)
- 4  안드레아 바르찰리 (4 유벤투스 2015부터 2018까지)
- 4  잔루이지 부폰 (4 유벤투스 2015부터 2018까지)
- 4  조르조 키엘리니 (4 유벤투스 2015부터 2018까지)
- 4  슈테판 리히트슈타이너 (4 유벤투스 2015부터 2018까지)
- 4  클라우디오 마르키시오 (4 유벤투스 2015부터 2018까지)
- 4  스테파노 스투라로 (4 유벤투스 2015부터 2018까지)
- 3  로메오 베네티 (1 유벤투스, 2 로마, 1979부터 1981까지)
- 3  주세페 파발리 (1 라치오, 2 인테르나치오날레, 2004부터 2006까지)
- 3  다비드 피사로 (1 인테르나치오날레, 2 로마, 2006부터 2008까지)
- 3  레오나르도 보누치 (3 유벤투스 2015부터 2017까지)
- 3  후안 콰드라도 (3 유벤투스 2016부터 2018까지)
- 3  파울로 디발라 (3 유벤투스 2016부터 2018까지)
- 3  사미 케디라 (3 유벤투스 2016부터 2018까지)
- 3  마리오 만주키치 (3 유벤투스 2016부터 2018까지)
- 3  다니엘레 루가니 (3 유벤투스 2016부터 2018까지)
- 3  알레스 산드루 (3 유벤투스 2016부터 2018까지)

## 같이 보기
- 레가 나치오날레 프로페시오니스티 세리에 A
- 수페르코파 이탈리아나
- UEFA 유로파리그
- UEFA 컵위너스컵